# Nick Jonas Live
Nick Jonas Live es la primera gira en solista del artista pop estadounidense Nick Jonas en promoción de su álbum Nick Jonas (álbum) de (2014).

## Lista de canciones interpretadas
1. "Chains"
2. "Take Over" / "Catch Me" (Demi Lovato cover)
3. "Numb"
4. "Crazy" (Gnarls Barkley cover)
5. "Warning"
6. "A Little Bit Longer"
7. "Push"/ "The Worst" (Jhene Aiko cover)
8. "Teacher"
9. "Santa Barbara"
10. "Wilderness" / "California Love" (Tupac cover)
11. "I Want You"
12. "Nothing Would Be Better" / "Stay with Me" (Sam Smith cover)
13. "Jealous"

## Fechas
| Norteamérica             |                  |                |                                      |
| 22 de septiembre de 2014 | Seattle          | Estados Unidos | Showbox                              |
| 24 de septiembre de 2014 | San Francisco    | Estados Unidos | Great American Music Hall            |
| 25 de septiembre de 2014 | San Antonio      | Estados Unidos | Tobin Center For The Performing Arts |
| 27 de septiembre de 2014 | Mesa             | Estados Unidos | Virginia G. Piper Theater            |
| 29 de septiembre de 2014 | Houston          | Estados Unidos | Fitzgerald's Upstairs                |
| 30 de septiembre de 2014 | Dallas           | Estados Unidos | Trees                                |
| 2 de octubre de 2014     | Chicago          | Estados Unidos | The Bottom Lounge                    |
| 3 de octubre de 2014     | Minneapolis      | Estados Unidos | Fine Line Music Cafe                 |
| 5 de octubre de 2014     | Pontiac          | Estados Unidos | Crofoot Ballroom                     |
| 6 de octubre de 2014     | Toronto          | Canadá         | Lee's Palace                         |
| 8 de octubre de 2014     | Boston           | Estados Unidos | The Wilbur Theatre                   |
| 24 de octubre de 2014    | Ciudad de México | México         | El Plaza Condesa                     |
| 25 de octubre de 2014    | Ciudad de México | México         | El Plaza Condesa                     |
| 29 de octubre de 2014    | Los Ángeles      | Estados Unidos | The Satellite                        |
| 30 de octubre de 2014    | Los Ángeles      | Estados Unidos | Troubadour                           |
| 4 de noviembre de 2014   | New York         | Estados Unidos | Gramercy Theatre                     |
| 5 de noviembre de 2014   | New York         | Estados Unidos | Music Hall Of Williamsburg           |
| 6 de noviembre de 2014   | New York         | Estados Unidos | Rough Trade Records                  |
| 30 de noviembre de 2014  | Grand Prairie    | Estados Unidos | Verizon Theatre                      |
| 3 de diciembre de 2014   | San Jose         | Estados Unidos | SAP Center                           |
| 5 de diciembre de 2014   | Los Ángeles      | Estados Unidos | The Staples Center                   |
| 9 de diciembre de 2014   | Charlotte        | Estados Unidos | The Fillmore                         |